# Džabal Umm ad-Dámí
Džabal Umm ad-Dámí (arabsky جبل أم الدامي‎,v transkripci latinkou Ǧabal Umm ad-Dāmī, 1854 m n. m.) je nejvyšší hora Jordánska. Nachází se na jihu země v pohoří Džabal aš-Šará na v guvernorátu Akaba nedaleko saúdskoarabských hranic. Dlouho byla za nejvyšší horu Jordánska považován vrchol Džabal Ram (1734 m n. m.), avšak data z programu SRTM ukázala, že Džabal Umm ad-Dámí je víc než o 100 m vyšší. Území, na kterém hora leží, získalo Jordánsko teprve v roce 1965, kdy král Husajn I. uzavřel dvoustrannou dohodu o výměně území se Saúdskou Arábií. Na základě této dohody získalo Jordánsko úzký pruh území na jihu země, na kterém se hora nachází.